# Islam Aït Ali
Islam Aït Ali (en arabe : إسلام آيت علي) est un footballeur algérien né le 13 avril 1987 à Kouba dans la wilaya d'Alger. Il évolue au poste de défenseur central au RC Arbaâ.

## Biographie
Avec le club de l'USM Alger, il joue 34 matchs en première division algérienne entre 2006 et 2009, sans inscrire de but. Il délivre deux passes décisives lors de la saison 2008-2009.
Il joue ensuite en deuxième division algérienne, notamment avec le RC Kouba.
Il est sélectionné en équipe nationale A' au cours de son passage à l'USMA.